# Botryosphaeria quercuum
Botryosphaeria quercuum är en svampart som först beskrevs av Ludwig David von Schweinitz, och fick sitt nu gällande namn av Pier Andrea Saccardo 1882. Botryosphaeria quercuum ingår i släktet Botryosphaeria och familjen Botryosphaeriaceae.  Artens status i Sverige är: Osäker förekomst. Inga underarter finns listade i Catalogue of Life.